# Lista de condados do Novo México
A seguir, lista dos 33 condados do Novo México, Estados Unidos.
| - Bernalillo - Catron - Chaves - Cibola - Colfax - Curry - De Baca - Doña Ana - Eddy - Grant - Guadalupe | - Harding - Hidalgo - Lea - Lincoln - Los Alamos - Luna - McKinley - Mora - Otero - Quay - Rio Arriba | - Roosevelt - San Juan - San Miguel - Sandoval - Santa Fe - Sierra - Socorro - Taos - Torrance - Union - Valencia |